# Plagiolepis regis
Plagiolepis regis är en myrart som beskrevs av Vladimir Aphanasjevich Karavaiev 1931. Plagiolepis regis ingår i släktet Plagiolepis och familjen myror. IUCN kategoriserar arten globalt som sårbar. Inga underarter finns listade i Catalogue of Life.